# Естрада
Естра́да (від фр. estrade, «поміст») — термін радянської фразеології в мистецтвознавстві в епоху Радянського Союзу, який поряд з терміном «художня самодіяльність» застосовувався на означення офіційного (мав яскраво виражений ідеологічний характер і мав монополістичний спосіб організації в умовах закритого суспільства) шоу-бізнесу з врахуванням офіційного радянського способу життя і офіційної радянської культури та політики.

## Термін «естрада»
Термін застосовувався до особливого медіа в формі професійної діяльності в опису подій до 1980 року, хоча паралельно використовується на пострадянському просторі і тепер. Після розпаду Радянського Союзу зменшив значення на користь популярних у той час різноманітних стилів: від міжнародної попмузики, року, та до пізніших форм попмузики, як-от російська попса. Це різновид особливого сценічного мистецтва у Радянському блоці, узагальнююче, родове, групове поняття для певних пов'язаних сутностей, і може розглядатися як окремий жанр так і синтез жанрів: спів, танець, оригінальний виступ, клоунада, циркове мистецтво, ілюзії, що може бути описано в тих же радянських рамках інтерпретації як «концертно-видовищні виступи» — драматичне мистецтво та легка популярна або академічна музика. У «концертно-видовищних виступах» чи «естрадній галузі мистецтва», «естраді дружби», брали участь «естрадні артисти», «робітники естради».
На міжнародному рівні одним із найвідоміших прикладів є хор Червоної армії; деякі відомі хіти, як-от «Підмосковні вечори» (російська оригінальна назва: «Подмосковные вечера») — типові постановки радянської естради. Цей напрям, який приблизно можна назвати радянським варіантом легкого прослуховування, сильно просувала державна музикально-звукозаписна компанія «Мелодія».
У значенні «музично-драматичне мистецтво, пов'язане з виконанням невеликих творів; мистецтво малих форм» в українську мову запозичено з російської, де воно вперше виникло. 

|                                                                                 | Мистецтво в нашій країні стало величезною силою, яка виховує маси в дусі відданості комунізму. Ситуація вимагає від нас мобілізаційної готовності. |
| — Немченко Н.В. Эстрада в театре кукол. Сборник. М.-Л.: Искусство, 1941. 128 с. | |

Поняття сягає часів франкофілії (галоманія) дореволюційної Росії, французької революції, має неологічне утворення назви від французького слова «estrade» — «поміст», є перенесенням і новим уявленням та обробленням на власний лад у відповідності до стандартів і специфіки російського радянського соціуму. Схоже явище простежується і у випадку з поняттями «російський шансон» та «російський міський романс». Французьке слово «estrade» означає «платформу; конструкцію, як правило, дерев'яну, підняту на одну або кілька сходинок у кімнаті або на відкритому повітрі, що дає змогу висвітлити оратора чи шоу». В такому ж значенні слово «естрада» подає Енциклопедичний словник Брокгауза і Єфрона (Петербург, томи: 11(21) — 11А(22), 1893—1894 роки).
Термін «естрада» не є міжнародним і однозначним. Поняття «естрада» існувало в СРСР і існує на пострадянському просторі. Як окрема галузь мистецтва «естрада» згадується в Росії та Україні вже незабаром після Жовтневої революції. Поняття «естрада» у такому соціально-культурному значенні на Заході не використовується. Застосовуються лише терміни «естрадний артист», «естрадний репертуар», однак вони означають лише місце виступу артиста і твори які він виконує. Термін «естрада» виник у мистецтвознавстві на межі ХІХ—ХХ ст. і об'єднав всі види мистецтв жанрів, що легко сприймаються. Скрипник Микола Олексійович у 1930 році зазначав, що естрада, оперета і цирк «є легкою кавалерією театрального мистецтва», хоча в Україні станом на цей рік ще немає державного театру, а «державний цирк процвітає і благоденствує». «Концертна естрада» (в значенні «місце виступу») розраховується на проведення будь-яких видів концертних виступів і нескладних театральних вистав із застосуванням найпростіших декорацій.
Оскільки в соціальному житті величезне значення належить процесові наслідування, взаємного навіювання, процесу, що діє в середовищі осіб, які перебувають в просторовій близькості один від одного — у революційні роки дуже сильно виявлялася мовна діяльність. Нові явища, що виникли в революційну епоху, викликали і нові терміни. Для цієї мети були утворені нові слова або колишні слова стали вживатися з іншим значенням. Швидко створюються мовні шаблони, змінюються або втрачаються ті чи інші специфічні відтінки значення слів і конструкцій, що поширюються в широкому партійному та радянському середовищі. Скрипник Микола Олексійович відзначав, що естрада є найбільш елементарною, а тому і найвпливовішою на маси.
У період 1905-го і наступних років в революційному середовищі встановлюються багато рис щодо форм, лексики і словесних поєднань з їх емоційністю і особливими значеннями, зумовленими середовищем, усіма цими подіями і індивідуальною творчістю, — ті риси, які отримують дуже широке поширення після 1917 року.
Не можна було писати для естради, ігноруючи її специфіку. Володимир Масс, особливо підкреслюючи значення комічного на естраді, стверджував, що «естрада призначена для тисяч людей, спраглих веселощів, і з цим не можна не рахуватися. Естрадне мистецтво має задовольняти їх природну потребу в сміху, в живому і гострому жарті і разом з тим виховувати глядача. Розважаючи, повчати».
В серпні 1944 року «Львівський театр мініатюр» було перейменовано у «Львівський державний (обласний) театр естради і мініатюр».
| Остап Вишня «Хай живе українська радянська естрада!» |
| --- |
| Естрадна галузь мистецтва нам потрібна! Потрібна? Доводити це чи не доводити? Можна, звісно, й взятися й доводити, але, на наш погляд, це настільки очевидно, що доводити навіть не треба. Є в нас естрада? Є! Яка в нас естрада є? Така в нас є естрада, що її всі лають. Всі, кому не ліньки, всі лають естраду: лають слухачі, лають політосвітні й освітні установи, лають профспілкові організації, лають літературні організації й окремі літератори, лає критика. Всі лають. І все лають: і робітників естради, і репертуар, і виконання. Хто винен в тому, що естрада в нас не хорошкувата, що шкутильгає вона коли не на всі чотири, то принаймні на три. Всі винні. Винні й робітники естради, та чи не ще більше винні всі ми, робітники культурномистецького фронту, а зосібна ми — письменники й літератори… Підійшли ми до естради, щоб хоч якнебудь допомогти їй, щоб якнебудь ушляхетнити її і з художнього, і з ідеологічного боку? Ні, не підійшли. Ми, слухаючи естрадні виступи, тільки кривились та лаялись. Ми на робітників естради дивилися зверху вниз, як на «елемент» третього сорту. А воно слід би зважити: ціла армія естрадників по клубах, по садах, по театрах несе слухачам живе слово й театральне дійство, впливаючи, виховуючи й організуючи так чи інакше того самого масового слухача й глядача. Як вона впливає, виховує й організовує? Ну, звісно: який піп, така його й молитва. І далі так буде? Ні! Далі так не повинно бути! Що для того треба робити? Уже, слава аллахові, почали робити! Була оце нещодавно перекваліфікація робітників естради. Безнадійних усунено, залишено кращих. Що далі? Далі при Харківській окрполітосвіті організується так званий «кабінет естради». Його функція: зробити естраду справдітаки мистецькою усіма сторонами — і художньою, і ідеологічною. Дати глядачеві радянську естраду. При «кабінеті естради» має бути літературне бюро (а може, іншу назву придумаємо), що постачатиме естраді словесний матеріал. От оце «літературне бюро» — це справа наша, письменників, і літераторів. Не забуваймо, що на Україні має бути українська естрада. Отже, це вже справа наша, справа українських радянських пролетарських письменників. Ми повинні ближче стати до естради, ми в творенні української радянської естради повинні взяти безпосередню й якнайактивнішу участь. Нам оце доводилося говорити з представниками робітників естради: вони з великим захопленням беруться за творення української радянської естради. Вони просять нас, українських письменників, допомогти їм у цьому. Давайте ж не відмовлятись. Давайте допоможемо. В середу, 22 травня (тобто сьогодні), в клубі Робмису, 0 7й год. вечора, відбудеться вечір знайомства українських письменників з робітниками естради. Давайте підемо всі, давайте познайомимось з нашими товаришами по культурному фронту! Вони нам розкажуть про свої потреби, а ми, дізнавшись про ті потреби, допоможемо їм утворити справжню радянську українську естраду. І щоб і критики прийшли, і щоб музики прийшли, І щоб усі, кому болить майбутнє нашої естради, прийшли. І всі купно творитимемо радянську естраду! Справабо, товариші, першорядної ваги. |

Починаючи з середини 1980-их років термін шоу-бізнес замінив поняття «естрада», коли терміни «радянська естрада», «естрадне мистецтво» не могли увібрати в себе весь спектр жанрів, культурно-розважальних заходів, індустрії розваг, звукозапису, відеопродукції, фестивалів, конкурсів, різноманітних шоу тощо (інфраструктуру і ринкові відносини). З падінням залізної завіси також поширилися популярна культура, субкультури, андеграунд.

## Класифікація
Переважно естраду класифікують за географією поширення, наприклад українське радянське естрадне мистецтво, російська радянська естрада, радянська естрада тощо.
Також поширена класифікація за жанром або іншими характеристиками, наприклад андрогінна естрада, танцювальна естрада, Червоноармійська естрада, Естрада Вечір гумору та сміху, самодіяльна естрада, музична естрада, велика естрада.

## Формування
Після Жовтневої революції музична індустрія регулюється державою. Нотодрукування стає справою єдиного нотного видавництва (з 1930 — рос. «Музгиз»). Поряд із видавництвами «Три-Трон», Московським товариством драматичних письменників і композиторів (МОПИК), Музичним фондом СРСР, Всесоюзним домом звукозапису в Москві ведеться робота по випуску творів радянських композиторів, а у 1964 році створюється Всесоюзна фірма грамплатівок «Мелодія». Концертну і театральну діяльність регулюють рос. «Госконцерт», «Росконцерт», «Союзконцерт». Організаційна, фінансова діяльність концертів регламентуються.
Естрада як жанр формується у контексті ідеологічної політики СРСР з позицій ключових елементів культури соцреалізму — партійності, народності, інтернаціоналізму, при цьому радянська ідеологічна машина не приховувала пропагандистський потенціал пісні. Стверджувалася формула підпорядкованості і поглинання народного характеру пісень партійними завданнями:
|  | У сучасній музиці народність і ідейність набули абсолютно виключне, всепроникаюче значення. Вище своє втілення ці поняття отримали в партійності творчості... активній участі її у формуванні комуністичної суспільної свідомості». |

З одного боку, радянська влада прагнула використати народну творчість для задоволення мінімального рівня національно-культурних прагнень народів СРСР, з іншого — намагалась взяти фольклорпід державний ідеологічний контроль, вихолощуючи з репертуару твори місцевої проблематики — так званої «ідейної халтури» або «невірного відображення дійсності». Тому держава підтримує або академічні жанри, або обирає безідейних співаків, — наприклад, найбільшу безідейну співачку радянської естради Клавдію Шульженко — її, як тоді говорили: «надлишкова чутливість» більше не вважається пороком. Хоча народ більше любить не симфонічну музику, а пісні — на «естраді» народних пісень у 1954 році ще не буде, як і не буде ще довго після цього. Держава заохочує лише академічні жанри, і, схильні в абсолютизації у всьому — утверджує в будь-яких сферах лише «самих-самих». Для естради є характерним розкішність кіно-концертних постановок, державний фольклор. Радянські вожді, як і масова публіка не сливуть меломанами, але мистецтво великих музикантів (наприклад, Еміль Гілельс) придає державі особливий блиск.
Для мотивів лірики пісень радянської естради характерними є битви та бойові дії, марші, побутові армійські номери (рос. «Давай закурим, товарищ, по одной» тощо) та ін. Частина хітів радянської естради копіює мелодії з Західного світу. Наприклад, у Шульженко — це іспанська мелодія для пісні рос. «О, голубка моя, будь со мною, молю». Радянський хіт «рос. Синий, синий иней» — це пісня «One Way Ticket» (з англ.: «Квиток в один кінець») групи Eruption з альбому «Leave a Light» (1978). У 1969 році поет Альберт Азізов написав російський текст на цю мелодію. Цю пісню виконувала також Анне Вєскі (російською та естонською мовами («Viimne pilet»).
Естрада живилася із специфічного поєднання національних та міжнародних музичних жанрів: російської класики (особливо популярної, легкої класичної, особливо оперетної), народної фольклористики, сучасної циркової музики, вар'єте, салонної музики і кафе, а також музики та танців, таких як танго, вальс, циганський романс, фокстрот, чарльстон, що виникли на початку XX століття. Іншими джерелами стилю були міський російський шансон, джаз, сучасні форми міжнародного хіта (особливо його версія, культивована в середземноморських країнах), а також маршова, військова та агітпропська музика.
Культурні впливи, які несла в собі естрада, чим відрізнялася від розважальної музики інших країн були: хорові культури сільської Росії та російських народних танців. Дещо сучаснішими впливами є, наприклад, особливі топоси фігури циркового клоуна — мотив, який повторюється як у радянських фільмах, так і у відомих естрадних піснях.
За незаконно організовані концерти музиканти могли бути переведені з розряду «самодіяльних артистів» в розряд «ідеологічних диверсантів», «тунеядців»(дармоїдів). У цьому особливому форматі радянського шок-бізнесу існують такзвані «артисти радянської естради» та «самодіяльні артисти». Будь-які неофіційні концерти в той час (до 1987 року) можна було уявити як підсудну діяльність.
На відміну від західних країн, радянська естрада була вимушеною формою розваг.
З одного боку, система «естрада» гарантувала певну музичну різноманітність. З іншого боку, дисидентські тенденції чи політично небажані стилі були витіснені у напівлегальну сферу системою монополізації та цензури. Тому естрада повинна бути виключно легкою для прослуховування: або це легка академічна музика (вона ж бо не може мати відношення до будь-якої контркультурної ідеології, субкультури), або вихолощені в частині народної проблематики народні пісні, або безідейні співаки, або маршова чи військова, чи агітпропська музика, або російський міський шансон. Рок, як і джаз, обвинувачувався в безідейності, бездуховності, ідеологічній отруті для радянської молоді, що він не несе в собі істотних ідейних цінностей і що його розважальний аспект придушує соціальну значимість. Протягом тривалого часу радянська преса відносила рок до розряду негативних, вважаючи за своєю суттю привнесеним або нав'язаним ззовні. Головним фактом перших років історії радянської молодої рок-музики було її повне офіційне невизнання. Тому радянський рок у музично-стилістичному плані був несамостійним, наслідувальним через штучно створений довкола нього культурний вакуум. Джаз міг існувати лише в межах радянської естради, не відокремлюючись у самостійний напрям. Слідуючи за типовим політичним кліше про «Загниваючий Захід» — на думку людей прорадянських поглядів саме «ворожий Захід», зруйнував СРСР і протягом 1990-х рр. незалежної Української держави безконтрольно «розбещував» молоде покоління українців європейською культурною продукцією (кіно, музика, література тощо), руйнуючи радянську мораль, котра, на їх переконання, була «не такою вже й поганою», містила цілу низку позитивних якостей і т. д. Навіть український культоролог В. Полікарпов на межі ХХ–ХХІ ст. видається не просто короткозорим, але таким, що розкриває істинний рівень культурної свідомості й оцінки інтернаціональних здобутків мистецтва ХХ століття: «Про наслідки цієї культурної війни, про американізацію європейських культур говорять і французи, й італійці, і греки, й інші європейці, яких спокусили принади американських кіно- та телебойовиків, року й джазу, кока-коли й жувальної гумки».
Історію естради можна приблизно поділити на чотири етапи: розвиток різних популярних музичних стилів з кінця XIX століття до початку сталінської епохи, героїчна, сильно політична фаза, яка приблизно синхронізована з часом епоха сталінізму, постсталіністська фаза, що характеризується більшою відкритістю, і нарешті, естрадою в теперішній Росії, а також в країнах з сильною російською культурою, такими як Болгарія, Україна чи країни Балтії.
Далеко не завжди пропагандистсько забарвлені пісні сприймались з точки зору ідеологічного тексту. Сьогодні саме мелодія, ритм багатьох радянських пісень викликають естетичне задоволення у людей з принципово іншими, порівняно з радянськими, поглядами і цінностями, і їх не захоплює сліпа рефлекторність. Як вид культурно-економічної діяльності естрада є складеним поняттям шоу-бізнесу. Проте в деяких випадках такі асоціації недопустимі.
Артистів, що виступають в естрадному жанрі, називають «артистами естради», «естрадними артистами». В СРСР «самодіяльний артист» — артист не професійного рівня, коли «артист естради» — професія та/ або звання в офіційної радянської естради. Тепер, здебільшого естрадні артисти асоціюються із зірками шоу-бізнесу.
В ряду естрадних виконавців і зірок естради прийнята алегорична класифікація що додає титул до імені естрадного виконавця. Наприклад «примадонна російської естради», «патріарх естради», «король російського шансону».
Певним чином, термін також включає сьогоднішні версії відповідної музики як у Росії, найважливішій державі-наступниці Радянського Союзу, так і в колишніх республіках Радянського Союзу, таких як Україна, Білорусь та країни Балтії. Місцеві версії естради також доступні в Болгарії.